# (577) Rhéa
Pour les articles homonymes, voir Rhéa.
(577) Rhéa est un astéroïde de la ceinture principale découvert par Max Wolf le 20 octobre 1905. Il a été ainsi baptisé en référence à Rhéa, Titanide de la mythologie grecque.
Cet astéroïde est un corps céleste différent du satellite naturel de Saturne portant le même nom.